# Clamidòspora

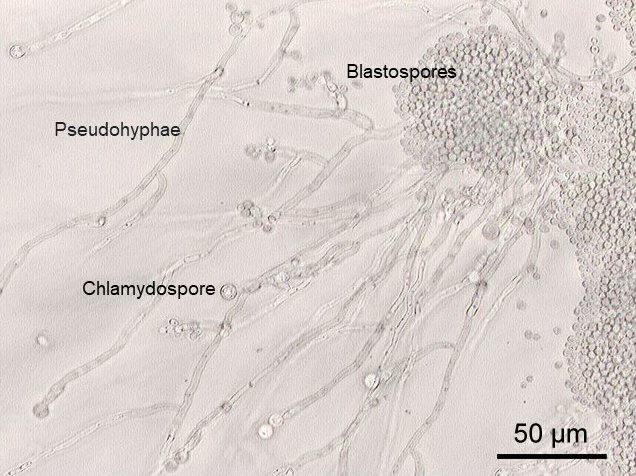
Clamidòspores del llevat Candida albicans

Una clamidòspora és l'espora de paret gruixuda en dormància de diversos tipus de fongs. És l'estadi vital que sobreviu en condicions desfavorables, com l'assecament o les estacions càlides. Les clamidòspores normalment són esfèriques i de color fosc i tenen una superfície llisa. Són pluricel·lulars, les cèl·lules es connecten per porus en septes entre cèl·lules. Les clamidòspores són el resultat d'una reproducció asexual (per tant sent realment conidis es diuen clamidoconidi) o de reproducció sexual (rarament). Les teliòspores són un tipus especial de clamidòspores de fongs de rovell, uredinals, i del carbó (principalment els ustilaginomycetes).